# Katsuragi (1944)
Katsuragi (jap. 葛城) – lotniskowiec typu Unryū w służbie Japońskiej Cesarskiej Marynarki Wojennej. Jego nazwa pochodziła od Katsuragi – góry położonej w prefekturze Nara.
Był trzecim okrętem z typu Unryū i ostatnim, który wszedł do służby. W odróżnieniu od dwóch pierwszych („Unryū” i „Amagi”) był wyposażony w podwójną siłownię niszczycieli typu Akizuki.

## Użycie bojowe
Katsuragi nie został użyty w akcji bojowej poza obroną przed atakami samolotów amerykańskich w porcie Kure (wraz z bliźniaczym Amagi). 19 marca 1945 został uszkodzony przez samoloty z Task Force 58, a 28 lipca tego roku ciężko uszkodzony przez samoloty z Task Force 38. Po zakończeniu działań wojennych służył jako okręt transportowy do repatriacji żołnierzy i jeńców japońskich do Japonii (głównie z Rabaulu). Od kwietnia 1946 stacjonował w Yokosuka, w listopadzie wycofany ze służby, złomowany w 1947.

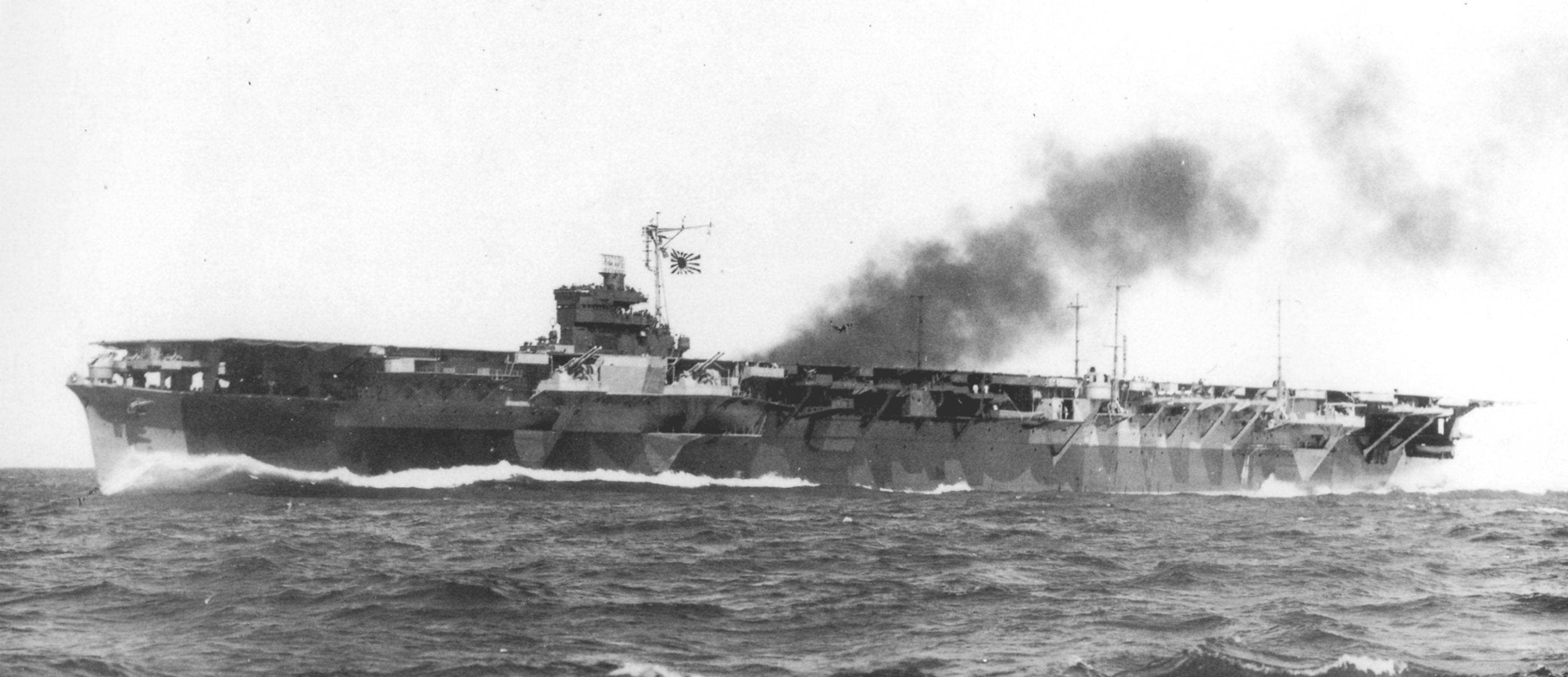
Katsuragi w 1944

## Dowódcy
- Główny inspektor odbioru – kpt. Masaharu Kawabata – do 15 października 1944
- kpt. Masaharu Kawabata – 15 października 1944 – 1 kwietnia 1945
- kpt. Shirō Hiratsuka – 1 kwietnia 1945 – 20 kwietnia 1945
- kpt. Toshio Miyazaki – 20 kwietnia 1945 – 15 listopada 1946